# A-Sides
Albums de Soundgarden
Down on the Upside Telephantasm
A-Sides  est une compilation du groupe de grunge Soundgarden avec des chansons couvrant les 13 ans de la carrière du groupe. Elle fut sortie le 4 novembre 1997 par le biais de A&M Records.

## Liste des pistes
Toutes les paroles sont écrites par Chris Cornell. Toutes les musiques composées par Cornell, exceptées où c'est noté :
1. "Nothing to Say" (Kim Thayil) – 3:56 
- Originellement de Screaming Life/Fopp.

2. "Flower" (Kim Thayil) – 3:25 
- Originellement de Ultramega OK.

3. "Loud Love" – 4:57 
- Originellement de Louder Than Love.

4. "Hands All Over" (Thayil) – 6:00 
- Originellement de Louder Than Love.

5. "Get on the Snake" (Thayil) – 3:44 
- Originellement de Louder Than Love.

6. "Jesus Christ Pose" (Matt Cameron, Cornell, Ben Shepherd, Thayil) – 5:51 
- Originellement de Badmotorfinger.

7. "Outshined" – 5:11 
- Originellement de Badmotorfinger.

8. "Rusty Cage" – 4:26 
- Originellement de Badmotorfinger.

9. "Spoonman" – 4:06 
- Originellement de Superunknown.

10. "The Day I Tried to Live" – 5:19 
- Originellement de Superunknown.

11. "Black Hole Sun" – 5:18 
- Originellement de Superunknown.

12. "Fell on Black Days" – 4:42 
- Originellement de Superunknown.

13. "Pretty Noose" – 4:12 
- Originellement de Down on the Upside.

14. "Burden in My Hand" – 4:50 
- Originellement de Down on the Upside.

15."Blow Up the Outside World" – 5:46 
- Originellement de Down on the Upside.

16. "Ty Cobb" (Shepherd) – 3:05 
- Originally from Down on the Upside.

17. "Bleed Together" – 3:54 
- Originellement du single Burden in My Hand.